# Friedrich von Beust
Friedrich Ferdinand Graf Beust (ur. 13 stycznia 1809, zm. 24 października 1886) – saski i austriacki polityk. Pełnił funkcję ministra spraw zagranicznych Królestwa Saksonii, a w latach 1858–1866 – premiera tego państwa.
W 1866 roku objął urząd ministra spraw zagranicznych Cesarstwa Austriackiego i piastował go do roku 1871, już jako minister spraw zagranicznych dualistycznej monarchii austro-węgierskiej (od roku 1867).
Od 1867 był premierem Austrii, zarazem pierwszym premierem tego państwa jako jednej z dwóch części monarchii.
W latach 1871–1878 był austriackim ambasadorem w Londynie, a w latach 1878–1882 w Paryżu.
Honorowy obywatel Cieplic (1867), Jarosławia (1870), Brodów.